# Uppalavanna
Uppalavanna (sánscrito: Utpalavarṇā; pinyin: Lian Huase) fue una bhikkhuni o monja budista, considerada una de las principales discípulas de Sakya Muni. Se la considera la segunda de las dos principales discípulas de Buda, junto con Khema. Al nacer recibió el nombre de Uppalavanna, que significa «color de un nenúfar azul», debido al color azulado de su piel.
Uppalavanna alcanzó la iluminación mientras utilizaba una kasina de fuego como objeto de meditación menos de dos semanas después de su ordenación. Tras su iluminación, desarrolló el dominio de la iddhipada, o poderes espirituales, lo que llevó a Buda a declararla su discípula más aventajada en poderes psíquicos. Su homólogo masculino era Mu Jianlian.